# Brigadas Negras
El Cuerpo Auxiliar de las Escuadras de Acción de Camisas Negras (en italiano: Corpo Ausiliario delle Squadre d'azione di Camicie Nere) más conocido como Brigadas Negras (en italiano: Brigate Nere) era uno de los grupos paramilitares fascistas, organizado y dirigido por el Partido Fascista Republicano (Partito Fascista Repubblicano, PFR) que operaba en la República Social Italiana (en el norte de Italia), durante los últimos años de la Segunda Guerra Mundial y después de la firma del armisticio italiano en 1943. Fueron dirigidos oficialmente por Alessandro Pavolini, exministro de Cultura (MINCULPOP) de la era fascista durante los últimos años del Reino de Italia.

## Historia

### Antecedentes
El 26 de julio de 1943, el dictador italiano, Benito Mussolini, fue arrestado después de que el Gran Consejo Fascista (Gran Consiglio del Fascismo), con el apoyo del rey Vittorio Emanuele III, lo derrocara y comenzara las negociaciones con los Aliados para la retirada de Italia de la guerra. El gobierno italiano fue dirigido por el mariscal Pietro Badoglio, que prohibió el Partido Nacional Fascista (Partito Nazionale Fascista, PNF) y confiscó todos sus activos.
El 12 de septiembre, Mussolini fue rescatado gracias a la Operación Roble por los Fallschirmjäger (paracaidistas) de la Luftwaffe alemana dirigida por el General Kurt Student y el Obersturmbannführer (Teniente Coronel) del Waffen-SS, Otto Skorzeny. Luego fue instalado por los alemanes como presidente de la República Social Italiana (RSI). La RSI iba a ser un régimen italiano que iba a administrar nominalmente el norte de Italia ocupado por los alemanes. Como la Micilia Volontaria por la Sicurezza Nazionale (MVSN, también conocida como "Camisas Negras", Camicie Nere) fue disuelta en agosto por los términos del armisticio, la Guardia Nazionale Repubblicana se formó el 24 de noviembre de 1943, y debía constituir la nueva fuerza policial fascista. La Guardia Nazionale Repubblicana se formó a partir de la policía local, exsoldados, ex Camisas Negras y otros aún leales a la causa fascista. Las fuerzas políticas antifascistas en el norte de Italia, por su parte, decidieron oponerse en armas contra la RSI y los ocupantes alemanes, y comenzaron a reclutar formaciones clandestinas armadas para la guerrilla y la guerra urbana, con el apoyo de los aliados. Pronto, comenzó una sangrienta guerra civil en el norte de Italia.

### Formación
Sin embargo, tan pronto como el partido fascista en la RSI fue reabierto y reorganizado como el Partido Fascista Republicano (Partito Fascista Repubblicano - PFR), sus miembros comenzaron a organizar unidades armadas "privadas", para protegerse a sí mismos y a los oficiales del partido de los ataques de los combatientes de la resistencia italiana, que comenzó muy pronto a atacar a las autoridades y simpatizantes de la RSI. La mano de obra de la RSI demostró ser insuficiente, y las autoridades italianas decidieron organizar todas las unidades de voluntarios del partido fascista en una estructura dedicada y reunir nuevas fuerzas. Las Brigadas Negras se formaron a partir de miembros del Partido Fascista Republicano. La formación de las Brigadas Negras fue sancionada por un decreto del Partido Republicano Fascista emitido personalmente por Benito Mussolini, jefe del PFR y del gobierno de la RSI, con fecha del 30 de junio de 1944, que establecía que todas las unidades armadas fascistas existentes se alistarán en una única organización militar llamada Corpo Ausiliario delle Squadre d'Azione di Camicie Nere, y que cada Federación local de la PFR (había una en cada provincia italiana) tenía que reunir una unidad militar que reclutara personal de sus miembros. Las unidades así formadas debían llamarse "Brigadas Negras" y debían ser comandadas por el Secretario Federal local del PFR, con el rango de Mayor o Coronel.
Sus funciones eran:

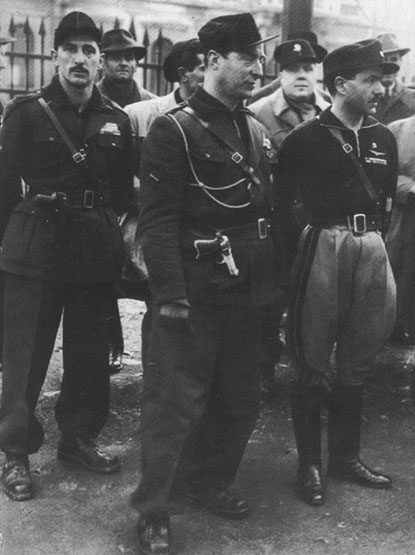
Alessandro Pavolini, comandante en jefe de las Brigadas Negras (derecha) y Vincenzo Costa (centro), comandante de la Octava Brigada Negra "Aldo Resega" de Milán, en una ceremonia en Milán, a finales de 1944.

- Proporcionar seguridad a los miembros y activos de la PFR.
- Cooperar con las autoridades policiales alemanas e italianas.
- Ayudar a las autoridades militares en las operaciones de contrainsurgencia.[3]

Esta medida debía ser tanto una respuesta a los ataques de resistencia contra miembros fascistas, como para convertir al PFR en una fuerza de combate para hacer frente a la escasez de mano de obra para la seguridad interna. Además, Mussolini y otros líderes fascistas sintieron que el Partido Fascista era más fiel a su ideología si se lo devolvía a su espíritu original, cuando estaba dirigido principalmente por soldados y veteranos, y era sobre todo una organización de combate. Desde esta óptica, decidieron movilizarla para acciones de guerra, y bajo el concepto de que todo fascista debía ser ante todo un combatiente, y tenía que tomar las armas para la defensa de Italia y el fascismo. Ser miembro de las Brigadas Negras era obligatorio para todos los miembros del PFR considerados aptos para tales deberes. Los miembros se llamaban oficialmente Squadristi (escuadras) (como las primeras camisas negras fascistas de la década de 1920) y se dividían en tres categorías: Squadristi Permanenti (escuadras permanentes), Ausiliari di pronto impiego (Auxiliares de respuesta rápida), Ausiliari (Auxiliares). Solo se requería que el personal a tiempo completo estuviera de servicio diariamente, mientras que otras dos categorías debían movilizarse solo en caso de emergencia. Los miembros de las Brigadas Negras tenían derecho a poderes policiales, a portar armas de fuego y a circular libremente incluso durante el toque de queda. El personal a tiempo completo recibió un salario mensual de 200 liras.

### Servicio operativo

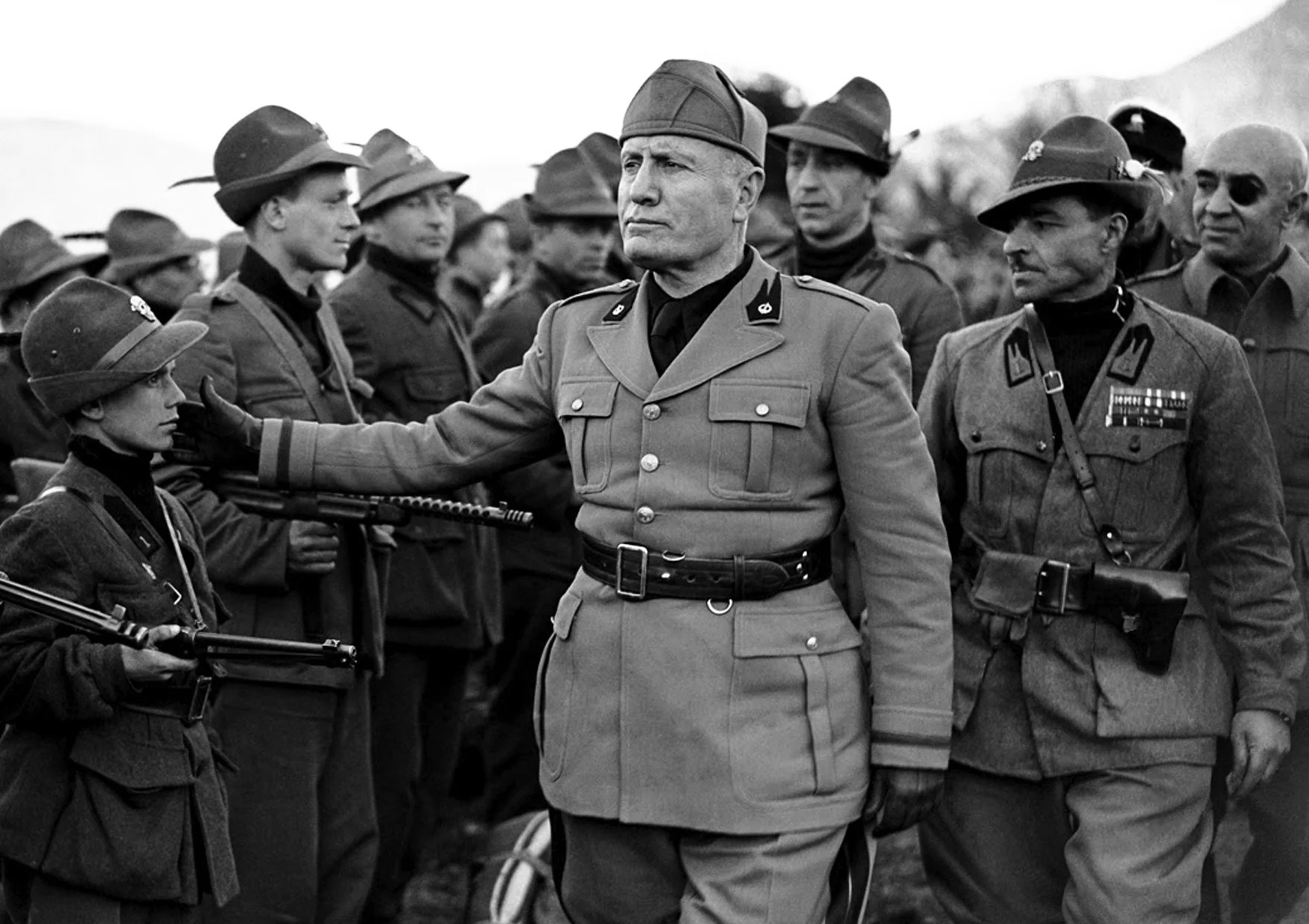
Mussolini revisa la 5.ª Brigada Alpina Móvil Negra "E. Quagliata", en Brescia, 1945. Se observa el sombrero Alpini y los destellos verdes en las pestañas de cuello negro de los soldados, ambas insignias distintivas de las tropas de montaña italianas.

La efectividad policial de las Brigadas Negras fue, en el mejor de los casos, débil. Aparte de las Brigadas particularmente fuertes y bien equipadas (como la VIII "Aldo Resega" de Milán, con 2000 hombres) que eran excepciones, el promedio de las Brigadas Negras era como máximo de 200-300 hombres, mal equipados y armados, con poco o ningún entrenamiento militar, y no estaban en condiciones de defenderse de los ataques partidistas, por no hablar de proporcionar apoyo a las autoridades militares.

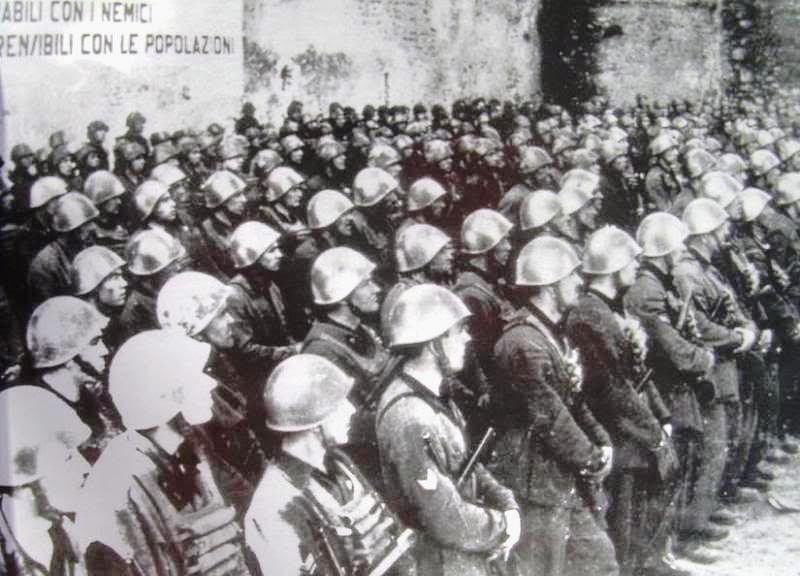
La Brigada Negra "Marcello Turchetti" de Mantua, antes de una de sus últimas acciones en los últimos días de la guerra, abril de 1945.

Muchos de sus miembros habían sido expulsados de la policía o del ejército, y así como fascistas de línea dura que fueron empujados por el resentimiento y la venganza hacia esa parte de la población italiana que, a sus ojos, traicionaron al régimen fascista. Muchos también eran viejos fascistas "Squadristi" que habían servido en la década de 1920, y que estaban ansiosos por retomar un papel en la primera línea de las filas del Partido Fascista. En términos generales, la mala disciplina general hizo que todos estos individuos fueran difíciles de controlar y propensos a los abusos. A medida que la situación militar empeoraba, la desconfianza alemana hacia el ejército de la RSI creció, e incluso las autoridades de la República Social observaron a las Brigadas Negras con desprecio. Todos estos factores contribuyeron a empujar a las Brigadas Negras hacia una radicalización política y un comportamiento cada vez más hostil hacia la propia población, entre la cual obtuvieron una temible reputación de brutalidad fanática y procedimientos sumarios. Aparte de unas pocas Brigadas Negras que se habían encontrado lo suficientemente confiables como para que combatieran de manera regular a partisanos y Aliados, la mayoría de estas formaciones tenían capacidades militares o policiales deficientes y eran empleadas principalmente para tareas de guardia, patrullas, y con frecuencia se descontrolaban y cometían brutales acciones y represalias contra los ataques de partisanos y emboscadas al personal militar de la RSI. En estos casos, por lo general, se desempeñaron lo suficientemente bien, mostrando una valentía innegable pero también brutalidad (que los partisanos rápidamente correspondieron), en la guerra de guerrillas sin piedad que asolaba el norte de Italia entre 1944 y 1945. Por lo tanto, eran un importante instrumento de aplicación de la ley para las autoridades alemanas e italianas.
Los miembros de las Brigadas no sólo lucharon contra los Aliados y los partisanos italianos, sino que también lucharon contra los opositores políticos y otros miembros de las Brigadas Negras cuyo apoyo a "la causa" se consideró menos explícito. Muchos miembros de las Brigadas Negras fueron asesinados en este tipo de lucha interna.
Después del armisticio (25 de abril de 1945) y el final de la guerra en Italia, muchos miembros de las Brigadas Negras sufrieron duras represalias de las fuerzas partisanas. Hasta el día de hoy, el número de soldados de las Brigadas Negras que fueron víctimas de ejecuciones sumarias sigue siendo desconocido.

### Crímenes de guerra
Las Brigadas Negras se involucraron frecuentemente en el apoyo a unidades alemanas durante las operaciones antipartisanas que resultaron en masacres de la población civil italiana, como la masacre de Vinca, donde fueron ejecutados 162 civiles, y en la que la 40.ª Brigata nera "Vittorio Ricciarelli" di Livorno estuvo involucrada.

## Uniformes

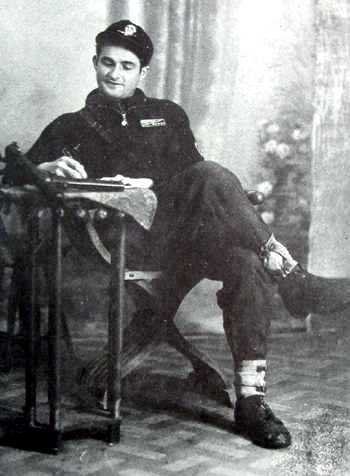
Miembro de la 16ª Brigada Negra de Varese, en 1945. El soldado viste el uniforme negro del ejército italiano, usado por las Brigadas Negras, compuesto por una gorra tipo M43 de tipo alemán, similar a la Feldmutze alemana, con una insignia de metal en forma de calavera, y un suéter negro con la insignia metálica cuadrada de su brigada. Además, está armado con un subfusil británico Sten MkII, probablemente capturado en combate o interceptado de un contenedor de pertrechos lanzado en paracaídas.

Los miembros de las Brigadas Negras fueron equipados con uniformes del ejército italiano, y solían vestirlos junto con un suéter de cuello alto negro, o (en verano) la famosa camisa negra, como símbolo de lealtad a Mussolini y pertenencia al Partido Fascista Republicano. A veces llevaban este uniforme con una chaqueta a prueba de viento en colores opacos o de camuflaje. Los miembros de las Brigadas Negras solían usar pantalones de uniformes de color verde grisáceo, pero se emitió una amplia gama de uniformes y, especialmente en las etapas finales de la guerra, los miembros de las Brigadas Negras usaron cualquier cosa que pudieran obtener: trajes de una pieza de camuflaje del ejército, batas y pantalones, chaquetas de salto sin cuello de paracaidistas (muy populares), uniformes tropicales del ejército italiano, pantalones y feldjacken alemanes, y con frecuencia uniformes y equipos producidos localmente.
La insignia o símbolo de las Brigadas Negras era un cráneo sin mandíbula, con una daga en sus dientes, o una de las múltiples versiones italianas. Se emitieron lengüetas de cuello, exclusivas de las Brigadas Negras, que consistían en lengüetas de forma cuadrada con puntas, de tela negra sólida, sobre las cuales se encontraba un fascio republicano de color rojo brillante, en la parte inferior. En la parte superior, cada Brigada eligió su propia insignia: una de las muchas variantes de calaveras (con o sin tibias cruzadas) o caras coloreadas. Una de las regulaciones estipulaba que todos los miembros de las Brigadas Negras debían llevar una placa de metal esmaltada de forma redonda, mostrando un fascio dorado en medio de los colores nacionales italianos, y rodeado por un borde esmaltado en negro con la inscripción: "Corpo Ausiliario delle Squadre d'Azione di Camicie Nere", en mayúsculas, y en la parte inferior el número de identificación de la Brigada. Las imágenes contemporáneas muestran que esta insignia, sin embargo, aunque ciertamente se emitió a gran escala, no se usaba tan a menudo.
Muchas Brigadas Negras adoptaron insignias para las mangas, siguiendo la tradición militar italiana, tanto de tela como de metal. Estos eran generalmente de mano de obra muy fina, a menudo acuñados y esmaltados, y hoy son artículos de colección de alto precio. Las insignias de rango eran iguales a las prescritas para el Ejército italiano; sin embargo, rara vez fueron usadas. Hacia el final de la guerra, se introdujo un sistema de rango específico para las Brigadas Negras, único para ellos, pero parece que nunca se llegó a implementar.
La mayoría de los miembros de las Brigadas Negras llevaban gorras de esquí del Ejército italiano o boinas teñidas de negro. Algunas fotos muestran a miembros que también llevaban gorras negras de estilo alemán. Algunas fueron de fabricación italiana, otras fueron suministradas por Alemania. El casco de combate era el omnipresente casco M33 verde oliva, a veces adornado con la insignia del cráneo de las Brigadas Negras. También se utilizaron cascos alemanes M35, y también lo fueron los cascos negros M33 del MVSN. Los cascos a menudo se decoraron con varios patrones de camuflaje, como era muy común en ese período. El equipo de combate y el equipo de transporte era el mismo de los soldados del ejército. El chaleco portacargadores Samurai, originalmente destinado a las unidades de élite del Ejército, se usó ampliamente, al igual que una amplia variedad de morrales, portacargadores y fundas, tanto de dotación oficial (italiana o alemana) como de fabricación privada, que iban colgados de correajes italianos M1908 de cuero verde oliva.

## Armamento
- Fusiles y carabinas Carcano M91
- MAB38
- FNAB-43
- TZ-45
- Beretta M34
- Beretta M35
- Glisenti Modelo 1910
- Bodeo M89
- Breda M30
- Breda M35

## Organización
Las Brigadas Negras no eran en realidad unidades del tamaño de una brigada. La palabra italiana brigata tiene un significado más amplio como sinónimo de "grupo" o "asamblea". Las Brigadas Negras eran típicamente batallones o compañías más pequeñas, cada una compuesta de 200 a 300 hombres. Se desplegaron 41 brigadas territoriales, numeradas del 1 al 41. También había siete brigadas "independientes" y ocho "móviles". Las brigadas móviles fueron numeradas del 1 al 7, más la Segunda Brigada Arditi.
- Inspección Regional de Piamonte
  - I Brigata Nera "Ather Capelli" Turín
  - II Brigata Nera "Attilio Prato" Alessandria
  - III Brigata Nera "Emilio Picot" Aosta
  - IV Brigata Nera "Luigi VIale" Asti
  - V Brigata Nera "Carlo Lidonnici" Cuneo
  - VI Brigata Nera "Augusto Cristina" Novara
  - VII Brigata Nera "Bruno Ponzecchi" Vercelli

- Inspección Regional de Lombardía
  - VIII Brigata Nera "Aldo Resega" Milán
  - IX Brigata Nera "Giuseppe Cortesi" Bergamo
  - X Brigata Nera "Enrico Tognu" Brescia
  - XI Brigata Nera "Cesare Rodini" Como
  - XII Brigata Nera "Augusto Felisari" Cremona
  - XIII Brigata Nera "Marcello Turchetti" Mantua
  - XIV Brigata Nera "Alberto Alfieri" Pavía
  - XV Brigata Nera "Sergio Gatti" Sondrio
  - XVI Brigata Nera "Dante Gervasini" Varese

- Inspección Regional del Veneto
  - XVII Brigata Nera "Bartolomeo Asara" Venecia
  - XVIII Brigata Nera "Luigi Begon" Padua
  - XIX Brigata Nera "Romolo Gori" Rovigo
  - XX Brigata Nera "Francesco Cappellini" Treviso
  - XXI Brigata Nera "Stefano Rizzardi" Verona
  - XXII Brigata Nera "Antonio Faggion" Vicenza

- Inspección Regional de Emilia
  - XXIII Brigata Nera "Eugenio Facchini" Bolonia
  - XXIV Brigata Nera "Igino Ghisellini" Ferrara
  - XXV Brigata Nera "Arturo Capanni" Forlì
  - XXVI Brigata Nera "Mirko Pistoni" Módena
  - XXVII Brigata Nera "Virginio Gavazzoli" Parma
  - XXVIII Brigata Nera "Pippo Astorri" Piacenza
  - XXIX Brigata Nera "Ettore Muti" Rávena
  - XXX Brigata Nera "Umberto Rosi" Reggio Emilia

- Inspección Regional de Liguria
  - XXXI Brigata Nera "Generale Silvio Parodi" Génova
  - XXXII Brigata Nera "Antonio Padoan" Imperia
  - XXXIII Brigata Nera "Tullio Bertoni" La Spezia
  - XXXIV Brigata Nera "Giovanni Briatore" Savona

- Brigadas Negras de Toscana
  - XXXV Brigata Nera "Don Emilio Spinelli" Arezzo
  - XXXVI Brigata Nera "Benito Mussolini" Lucca
  - XXXVII Brigata Nera "Emilio Tanzi" Pisa
  - XXXVIII Brigata Nera "Ruy Blas Biagi" Pistoia
  - IXL Brigata Nera Siena
  - XL Brigata Nera "Vittorio Ricciarelli" Apuania
  - XLI Brigata Nera "Raffaele Manganiello" Florencia

- Agrupación de Brigadas Negras Móviles
  - I Brigata Nera Mobile "Vittorio Ricciarelli" Milán
  - II Brigata Nera Móvil "Danilo Mercuri" Padua
  - III Brigata Nera Móvil "Attilio Pappalardo" Bolonia
  - IV Brigata Nera Móvil "Aldo Resega" Dronero-Cuneo
  - V Brigata Nera Móvil "Enrico Quagliata" Val Camonica
  - VI Brigata Nera Mobile "Dalmazia" Milan
  - VII Brigata Nera Mobile "Tevere" Milan
  - II Brigata Nera Mobile Arditi Milan

- Brigadas Negras Autónomas
  - Brigata Nera Autonoma "Giovanni Gentile"
  - Brigata Nera Autonoma Operativa "Giuseppe Garibaldi"
  - Brigata Nera Autonoma Ministeriale
  - Brigata Nera Autonoma - Las Marcas
  - Brigata Nera Autonoma - Gorizia
  - Brigata Nera Autonoma - Údine
  - Brigata Nera Autonoma "Tullio Cividino" - Trieste

- Brigadas Negras Autónomas de Ultramar
  - Compagnia Complementare Fascisti - Rodas

### Otras naciones del Eje
- Volkssturm
- Cuerpos Voluntarios de Combate